# Werner Bartenbach
Werner Bartenbach (* 5. Januar 1952) ist ein ehemaliger deutscher Fußballspieler.

## Leben
Bartenbach war, vom FV Zell a.H. kommend, von 1972 bis 1974 beim Karlsruher SC als Stürmer unter Vertrag und bestritt zwölf Zweitliga- und Aufstiegsrundenspiele, in denen ihm zwei Tore gelangen. Er verließ den Verein mit dem Ziel SC Baden-Baden. Als Trainer betreute er in den 1980er Jahren den SV Sinzheim und 1995/1996 den VfB Gaggenau.
Nach dem Schulabschluss studierte Bartenbach mit dem Ziel Lehramt an Schulen. Einige Zeit im regulären Lehramt unterrichtend, wurde er 1987 Rektor der Nikolaus-Kopernikus-Werkrealschule in Hügelsheim-Sinzheim. 2015 wurde er in den Ruhestand verabschiedet.